# Коцен (Бранденбург)
Коцен (нем. Kotzen) — община в Германии, в земле Бранденбург.
Входит в состав района Хафельланд. Подчиняется управлению Неннхаузен. Население составляет 590 человек (на 31 декабря 2010 года). Занимает площадь 42,73 км².
Коммуна подразделяется на 4 сельских округа.
| Год  | Население |
| ---- | --------- |
| 2005 | 644       |
| 2010 | 631       |